# Make Up (Vice e Jason Derulo)
Make Up è un singolo del DJ statunitense Vice e del cantante statunitense Jason Derulo, pubblicato il 23 ottobre 2018.
Il brano vede la partecipazione vocale della cantante statunitense Ava Max.

## Video musicale
Il videoclip ufficiale della canzone è stato pubblicato in concomitanza con l'uscita del singolo.